# 文檔基金會
文檔基金會（The Document Foundation，TDF）是一個由OpenOffice.org社群的主要成員創立的獨立的、自治的、精英管理的基金會。

## 歷史
2010年9月28日，一群在OpenOffice.org 社群工作的重要開發者成立了一個名爲“文檔基金會”的機構，以繼續開發領先的自由辦公軟件OpenOffice.org。
文檔基金會的創立者相信，建立一個獨立的基金會能使自由辦公軟件得到發展，因爲它能避免代碼的開發和項目的發展，受到Oracle的商業利益的限制。
Oracle被邀請成為文檔基金會的成員，並請求捐贈OpenOffice.org 商標以及OpenOffice.org 社群其它財產給基金會。
2010年10月6日，在Oracle對文檔基金會創立的唯一正式回應中，Oracle表示目前沒有計劃去支持基金會，或轉移社群財產例如OpenOffice.org商標給基金會。

## 任務
文檔基金會建基於OpenOffice.org社群十年專注的工作之上，並相信建立一個獨立、精英管理的基金會，最爲適合社群開放、透明的核心價值觀，且能為用戶提供最好的辦公室軟件，使個人和機構能貢獻和受益。

## 團隊
文檔基金對所有認同其核心價值觀，且願貢獻於其項目的個人開放，並歡迎企業加入。
建立文檔基金會的成員來自Red Hat、Novell和其它公司，最初由開發者和國家語言項目經理組成的程序委員會（Steering Committee）領導。
2011年3月28日，文檔基金會宣佈超過150名完全新加入的開發者，連同處理本地化工作的超過50名本地化開發者，為LibreOffice提供代碼。
2011年5月23日，文檔基金會透露，開發者自2010年9月起，穩定增長；現在有大約200名代碼貢獻者，以及另外200名本地化工作者和質量保證志願者為LibreOffice服務。
2010年10月14日，Oracle認爲LibreOffice與OpenOffice.org存在利益衝突，故要求文檔基金會的建立者離開OpenOffice.org社群委員會。
2011年10月31日，33位開發者離開OpenOffice.org，並加入文檔基金會。

## 支持者
文檔基金會已經得到許多公司，包括Novell、Red Hat、Canonical、Google，以及許多地自由軟體機構，例如自由軟件基金會、OASIS、OSI、GNOME基金會、NeoOffice的支持。
2011年2月16日，LibreOffice社群宣佈創立文檔基金會，使之成爲法律實體，需要€50,000 。僅僅8天後，2月25日，LibreOffice社群收到全球大約2,000名捐贈者捐贈的€50,000，獲得在德國成爲法律實體的必要資本。

## 網絡成員
為進一步拓展自由軟件生態系統、以及保護自由軟件生態系統免受來自相關軟件專利的風險，文檔基金會在2010年12月20日加入了Open Invention Network（OIN）。
為更好地支持開放文檔格式（ODF），文檔基金會於2011年1月12日加入了OpenDoc協會，且不需要版權轉讓。

## 項目
文檔基金會的目標是使LibreOffice成爲最方便的辦公軟件。
LibreOffice是一款可運行在Windows、Mac OS X及Linux系統上的，包含Writer，Calc，Impress，Draw，Math和Base六大組件的自由辦公軟件。

### 歷史
OpenOffice.org原是Sun Microsystems開發的自由辦公軟件。由於Oracle收購Sun Microsystems後，OpenOffice.org 商標轉歸Oracle公司所有，文檔基金會將其自由軟件OpenOffice.org名稱，更改為“LibreOffice”。
作爲OpenOffice.org的分支，由Red Hat開發的增強版本以及Go-oo團隊，被立即合并入LibreOffice。
文檔基金會在2010年9月28日發佈了LibreOffice測試版；LibreOffice在一個星期内，被下載了超過80000次。
2011年5月23日，文檔基金會宣佈工程程序委員會（ESC）正式成立，以協調所有開發活動，並確定今後的技術發展方向。
第一個星期結束後，文檔基金會透露，有27位志願者，其中包括若干新的開發者，貢獻了大約80個代碼給LibreOffice。
經過將近4個月的努力，在2011年1月25日，文檔基金會發佈LibreOffice 3.3，這是由社群開發的自由辦公套件的第一個穩定版本。LibreOffice 3.3 帶來許多獨有的新功能，並提供OpenOffice.org 3.3 開發的所有新功能。
由於LibreOffice的增長勢頭，使得OpenOffice.org 變得無關重要，2011年4月15日，Oracle宣佈其打算使OpenOffice.org成爲純粹基於社群的開源項目，並不再提供Open Office的商業版本。
3日後，文檔基金會宣佈，文檔基金會社群和LibreOffice的發展將按原計畫進行。

### 採用
在文檔基金會發佈LibreOffice第一個穩定版后，主要Linux發行版開始集成LibreOffice。
2011年3月10日，openSUSE 11.4發佈，包括LibreOffice 3.3.1作爲其辦公套件。
openSUSE是首個加入LibreOffice的主要Linux發行版。
2011年4月28日，Canonical發佈Ubuntu 11.04，LibreOffice 3.3.2 取代OpenOffice.org， 成爲Ubuntu默認辦公軟件。
2011年5月24日，Fedora Project發佈Fedora 15，LibreOffice 3.3取代OpenOffice.org，成爲Fedora的標準辦公套件。

## 外部連結
- 官方网站
- LibreOffice （页面存档备份，存于）